# すみから
『すみから』は、1997年10月6日から2000年3月にかけて、毎日放送ラジオ（MBSラジオ）で放送されていたラジオ番組である。なお、番組タイトルは『すみから○曜 ○○○○』と曜日ごとにその日のパーソナリティーが付く。
2000年4月からは「○○○○のハートをキャッチ」にリニューアルされた。

## 概要
月曜から木曜までの正午から午後2時にかけて放送。午後2時の時報のあと、2時から始まる『すみからすみまで角淳一です』の出演者と20分ほどクロストークを行った。
それまで『すみからすみまで愛なのね』として放送していた。角淳一がアシスタントを担当していたが、彼が脳梗塞を発症してのリハビリを経て『すみからすみまで角淳一です』を再開するにあたってリニューアルした。
番組は午後1時台に『トヨタ街角ステーション』と称したコーナーを放送。火曜担当の河島英五は聴取者から送られてきた台詞を繋ぎ合わせて毎週1曲を披露した。

## パーソナリティー
- 月曜：大平サブロー - 『すみから月曜 大平サブロー』
- 火曜：河島英五（2001年4月16日逝去） - 『すみから火曜 河島英五』
- 火曜：ばんばひろふみ（交代時期不明） - 『すみから火曜 ばんばひろふみ』
- 水曜：桂南光 - 『すみから水曜 桂南光』
- 木曜：原田伸郎 - 『すみから木曜 原田伸郎』

なお、金曜日のこの時間帯は当時、『たかじん生JIN JIN』、『金曜12時上岡龍太郎がやって来た』、『ハイヒールの金曜は生で!』などを放送。
| 毎日放送ラジオ（MBSラジオ） 月曜日 - 木曜日 午後ワイド枠（1997.10 - 2001.3） | 毎日放送ラジオ（MBSラジオ） 月曜日 - 木曜日 午後ワイド枠（1997.10 - 2001.3） | 毎日放送ラジオ（MBSラジオ） 月曜日 - 木曜日 午後ワイド枠（1997.10 - 2001.3） |
| 前番組                                                                       | 番組名                                                                       | 次番組                                                                       |
| ---------------------------------------------------------------------------- | ---------------------------------------------------------------------------- | ---------------------------------------------------------------------------- |
| すみからすみまで愛なのね                                                     | すみから                                                                     | ○曜昼なら○○○○                                                                |